# Водник (стадион, Туапсе)
«Во́дник» — стадион в Туапсе.

## История
Точная дата постройки неизвестна. Возможно, стадион соорудили на месте морского дна в 1920—1930-е годы вместе с портом и судоремонтным заводом. Во время Великой Отечественной войны он сильно пострадал от бомбёжек. 24 июня 1951 года состоялось официальное открытие спортивного объекта после реконструкции. Кроме футбольного поля стадион включал также трёхметровую вышку и водные дорожки. В 2006 году был произведён его капитальный ремонт.